# Mon beau-père (série de films)
 Pour plus de détails, voir Fiche technique et Distribution
Mon beau-père, ou La Belle-Famille au Québec, (Meet the Parents) est une série de films américaine créée par Jim Herzfeld et John Hamburg en 2000, composé de trois films et d'un quatrième en production : 
1. Mon beau-père et moi / La Belle-Famille (Meet the Parents) (2000)
2. Mon beau-père, mes parents et moi / L'Autre Belle-Famille (Meet the Fockers) (2004)
3. Mon beau-père et nous / La Petite Famille (Little Fockers) (2010)
4. Focker In-Law (2026)

Les acteurs principaux du film sont Robert De Niro, Ben Stiller, Dustin Hoffman, Barbra Streisand, Owen Wilson, Teri Polo et Blythe Danner. Seuls Hoffman et Streisand n'ont pas participé au premier volet. Thomas McCarthy, quant à lui, est apparu dans le premier et troisième volet.

## Fiche technique
|                          | Mon beau-père et moi (2000) | Mon beau-père, mes parents et moi (2004) | Mon beau-père et nous (2010) |
| ------------------------ | --------------------------- | ---------------------------------------- | ---------------------------- |
| Titre québécois          | La Belle-Famille            | L'Autre Belle-Famille                    | La Petite Famille            |
| Titre original           | Meet the Parents            | Meet the Fockers                         | Little Fockers               |
| Réalisateurs             | Jay Roach                   | Jay Roach                                | Paul Weitz                   |
| Scénaristes              | en:Greg Glienna             | en:Greg Glienna                          | en:Greg Glienna              |
| Scénaristes              | Mary Ruth Clarke            |                                          |                              |
| Scénaristes              | John Hamburg                |                                          |                              |
| Scénaristes              | Jim Herzfeld                | Jim Herzfeld                             | Larry Stuckey                |
| Scénaristes              | Marc Hyman                  |                                          |                              |
| Producteurs              | Robert De Niro              | Robert De Niro                           | Robert De Niro               |
| Producteurs              | Jay Roach                   |                                          |                              |
| Producteurs              | Jane Rosenthal              |                                          |                              |
| Producteurs              | Nancy Tenenbaum             |                                          | John Hamburg                 |
| Budget                   | 55 millions de dollars      | 80 millions de dollars                   | 100 millions de dollars      |
| Box-office               | 166 244 045 $               | 279 261 160 $                            | 148 438 600 $                |
| Box-office               | 1 843 354 entrées           | 1 736 524 entrées                        | 1 277 762 entrées            |
| Box-office               | 330 444 045 $               | 516 642 939 $                            | 310 650 585 $                |
| Pays                     | États-Unis                  | États-Unis                               | États-Unis                   |
| Durée                    | 108 minutes                 | 110 minutes                              | 98 minutes                   |
| Genre cinématographique  | comédie                     | comédie                                  | comédie                      |
| Sociétés de production   | Universal Pictures          | Universal Pictures                       | Universal Pictures           |
| Sociétés de production   | Tribeca Productions         |                                          |                              |
| Sociétés de production   | DreamWorks Pictures         | DreamWorks Pictures                      | Relativity Media             |
| Sociétés de production   | Nancy Tenenbaum Films       |                                          | DW Films                     |
| Sociétés de production   |                             | DW Studios                               |                              |
| Sociétés de production   | Everyman Pictures           |                                          |                              |
| Sociétés de production   |                             | Paramount Pictures                       |                              |
| Date de sortie en salles | 6 octobre 2000              | 22 décembre 2004                         | • 22 décembre 2010           |
| Date de sortie en salles | 3 janvier 2001              | 16 février 2005                          | • 22 décembre 2010           |

## Distribution
| Personnages                                  | Films                       | Films                                    | Films                        |
| Personnages                                  | Mon beau-père et moi (2000) | Mon beau-père, mes parents et moi (2004) | Mon beau-père et nous (2010) |
| -------------------------------------------- | --------------------------- | ---------------------------------------- | ---------------------------- |
| Jack Byrnes                                  | Robert De Niro              | Robert De Niro                           | Robert De Niro               |
| Gaylord « Greg » Furniker (Focker en V.O.)   | Ben Stiller                 | Ben Stiller                              | Ben Stiller                  |
| Pam Byrnes                                   | Teri Polo                   | Teri Polo                                | Teri Polo                    |
| Dina Byrnes                                  | Blythe Danner               | Blythe Danner                            | Blythe Danner                |
| Kevin Rawley                                 | Owen Wilson                 | Owen Wilson                              | Owen Wilson                  |
| Bernard « Bernie » Furniker (Focker en V.O.) |                             | Dustin Hoffman                           | Dustin Hoffman               |
| Rosalind « Roz » Furniker (Focker en V.O.)   |                             | Barbra Streisand                         | Barbra Streisand             |
| Deborah "Debbie" Byrnes                      | Nicole DeHuff               |                                          |                              |
| Denny Byrnes                                 | Jon Abrahams                |                                          |                              |
| Bob Banks                                    | Thomas McCarthy             |                                          | Thomas McCarthy              |
| "Titi Jack" Byrnes                           |                             | Spencer et Bradley Pickren               |                              |

## Critiques
| Appréciation critique des films de la série |                 |                         |                   |                        |
| Film                                        | Rotten Tomatoes | Internet Movie Database | Allociné (presse) | Allociné (spectateurs) |
| Mon beau-père et moi                        | 84 %(143 avis)  | (7.1/10)(87 935 votes)  | (3,4/5)(18 avis)  | (3,3/5)(7381 notes)    |
| Mon beau-père, mes parents et moi           | 38 %(157 avis)  | (6.4/10)(72 254 votes)  | (3,1/5)(24 avis)  | (3,1/5)(5665 notes)    |
| Mon beau-père et nous                       | 9 %(137 avis)   | (5.3/10)(10 697 votes)  | (2,3/5)(12 avis)  | (2,9/5)(1454 notes)    |